# Bulla (zoologia)
Bulla Linnaeus, 1758 è un genere di molluschi gasteropodi marini, unico genere vivente della famiglia Bullidae.

## Descrizione
Sono caratterizzati da una conchiglia liscia macchiettata e colorata di bruno-rossastro, di forma ovoidale e di tipo calcareo, con un'apertura ampia quanto la lunghezza.

## Distribuzione e habitat
Comprende specie diffuse nell'Oceano Indiano, nel Mar Mediterraneo e in Oceania.

## Tassonomia
La famiglia comprende le seguenti specie:
- Bulla ampulla Linnaeus, 1758
- Bulla arabica Malaquias & D. Reid, 2008
- Bulla bermudae Verrill & Bush, 1900
- Bulla clausa Dall, 1889
- Bulla gouldiana Pilsbry, 1895
- Bulla indolens (Dall, 1927)
- Bulla krebsii Dall, 1889
- Bulla mabillei Locard, 1897
- Bulla occidentalis A. Adams, 1850
- Bulla orientalis Habe, 1950
- Bulla peasiana Pilsbry, 1895
- Bulla punctulata A. Adams in Sowerby, 1850
- Bulla quoyii Gray, 1843
- Bulla solida Gmelin, 1791
- Bulla striata Bruguière, 1792
- Bulla vernicosa Gould, 1859

## Curiosità
Data la somiglianza, questo tipo di conchiglia ha dato il nome anche ad una sorta di capsula contenente un amuleto, usata dagli etruschi e dagli antichi romani, portata anche come ornamento. Poteva essere di cuoio, di metallo, d'oro, liscia o lavorata.
Presso i Romani era anche un ornamento che contraddistingueva i ragazzi nobili. Il termine è inoltre un'antica variante di "bolla".
Questa medaglia raccoglieva amuleti contro gli spiriti cattivi. Bambini e bambine la ricevevano dopo otto giorni dalla nascita, d'oro per i patrizi, di cuoio per i plebei. Era il segno che erano nati liberi. I maschi deponevano la bulla a sedici anni, quando avevano raggiunto l'età adulta: le femmine attorno ai dodici anni con il matrimonio.